# Jamaica Blue Mountain koffie

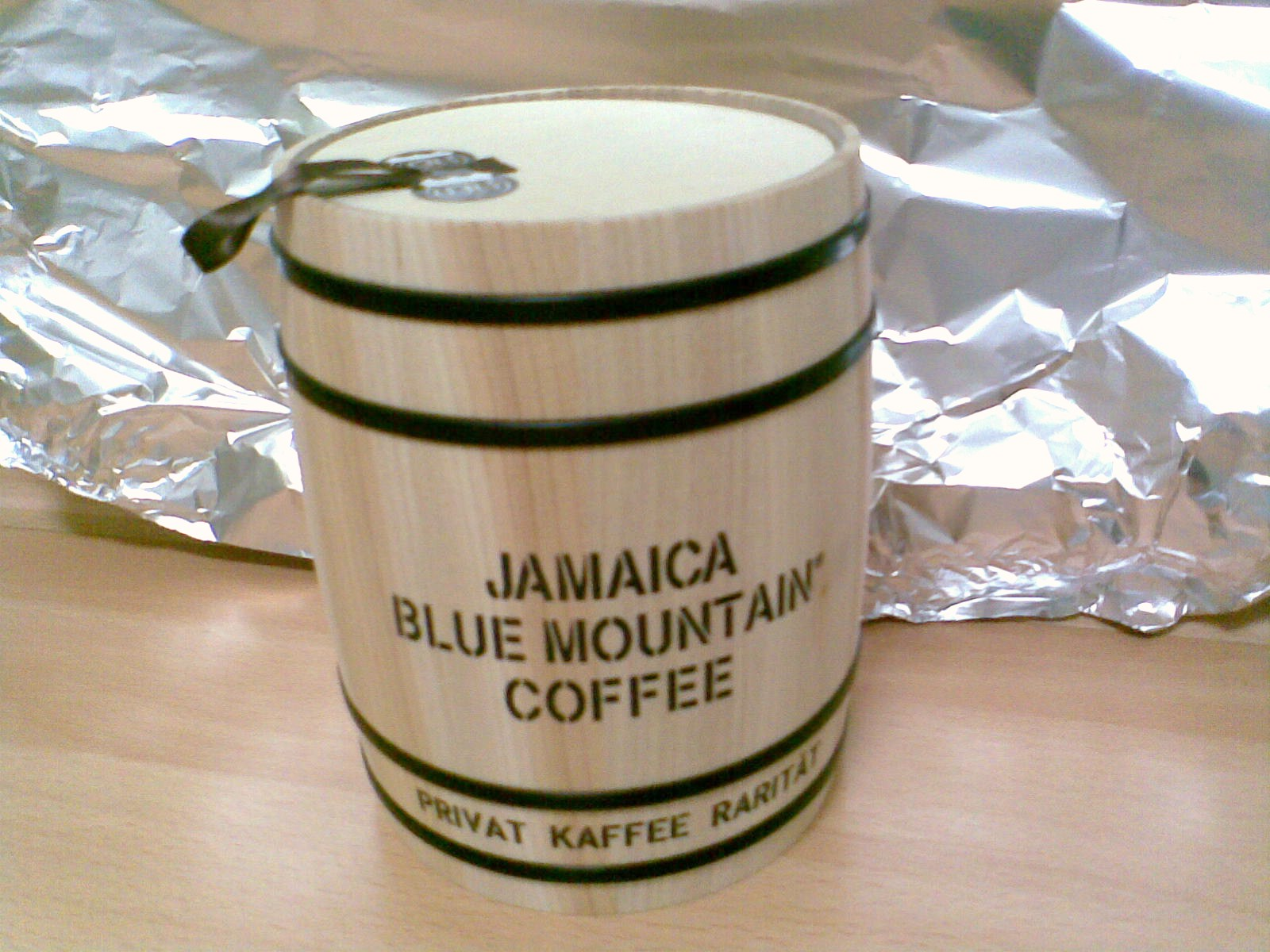
Een tonnetje Jamaica Blue Mountain koffie

Jamaica Blue Mountain is een exclusieve koffiesoort die wordt geteeld in de Blue Mountain regio op het Caraïbische eiland Jamaica. De hoog gelegen Blue Mountains bevinden zich ten noorden van de hoofdstad Kingston. De koffie is bekend vanwege zijn milde en niet-bittere smaak. Het is een van de duurste koffiesoorten ter wereld en hiervan wordt tachtig procent naar Japan geëxporteerd. Het is een ingrediënt van Tia Maria.
De geschiedenis van de koffie gaat terug tot 1728, toen de voormalige gouverneur van het eiland, Nicholas Lawes, de eerste koffieplanten vanuit Martinique importeerde. Deze waren daar tien jaar eerder geïntroduceerd. De koffieteelt nam vanaf dat moment een grote vlucht. In 1944 bepaalde de Jamaicaanse overheid dat alle koffie die geëxporteerd werd, voortaan via één centraal handelskantoor verhandeld moest worden. Dit kantoor zag toe op de kwaliteit van deze koffie. Tegenwoordig is de naam Jamaican Blue Mountain Coffee internationaal beschermd. Deze mag alleen gevoerd worden voor door de Coffee Industry Board of Jamaica gecertificeerde koffie. Volgens het door hen gebruikte keurmerk mogen alleen Arabica koffieplanten worden gebruikt en deze mogen alleen geteeld worden in een geografisch begrensd gebied in de parishes Saint Andrew, Saint Thomas, Portland and Saint Mary. Verder moeten deze verbouwd worden op een hoogte tussen de 3.000 en 5.500 voet (910 en 1700 meter) boven zeeniveau. Het klimaat is hier koel en vochtig met veel neerslag. Samen met de vruchtbare, goed gedraineerde bodem geeft dit de ideale omstandigheden voor de teelt van de Arabica koffieplanten.
De Coffee Industry Board of Jamaica hanteert vijf classificaties: Blue Mountain No.1, Blue Mountain No.2, Blue Mountain No.3, Blue Mountain Peaberry en Blue Mountain Triage. Blue Mountain No.1 is de beste kwaliteit.